# Boulevard périphérique de Lille
Ne doit pas être confondu avec le Grand Boulevard.
Le boulevard périphérique de Lille, aussi appelé grand contournement[réf. souhaitée], est un réseau d'autoroutes et de voies express entourant et contournant Lille, dans le Nord.

## Historique
Le premier contournement de Lille est constitué du Boulevard périphérique de Lille qui ceinture la ville. La partie Est du boulevard périphérique (boulevard Paul Painlevé, avenue du Président-Hoover, boulevard Émile Dubuisson) amorcée dès la fin des années 1930 pour être intégrée à une future autoroute Paris-Lille projetée à cette époque, est réalisée dans les années 1950 dans le prolongement de l'autoroute A1. La section Porte de Valenciennes - Rue Paul Duez est mise en service en 1954, la section Rue Paul Duez - Rue du Faubourg de Roubaix en 1956 et la section Rue du Faubourg de Roubaix - Boulevard Carnot en 1959. Le boulevard Robert Schumann qui boucle le boulevard périphérique est finalisé en 1969. En 1972, des autoponts sont construits sur les boulevards Émile Dubuisson, du Président Hoover, et Paul Painlevé pour enjamber les carrefours. La construction d’Euralille et de la LGV Nord a fortement affecté la section Rue Paul Duez - Rue du Faubourg de Roubaix, qui sera finalement démantelé après 1999 avec l’extension au sud de la voie express RN356 pour relier l’A1.
Le Boulevard périphérique de Lille est progressivement remplacé à partir des années 1960 et 70 par des rocades composées d'autoroute et de route nationale. Autrefois aménagés avec des autoponts pour enjamber les carrefours, le boulevard périphérique est transformé en « boulevards urbains » avec carrefours plans vers le début des années 2000, une fois les différentes sections de la rocade terminées.
La rocade de Lille est mise en place progressivement entre les années 1970 et années 1990. En 1973, le tronçon qui relie l'A25 et l'A1 est mis en service, ce qui permet de soulager le trafic de la partie sud du Boulevard périphérique intérieur lillois. En 1974, la rocade Est et Nord (A22 et RN227) est mise en service. La rocade nord-ouest est progressivement mise en service entre 1972 et 1994, à raison d'une section tous les dix ans. La Voie Rapide Urbaine Lille-Roubaix-Tourcoing (actuel M656, ancienne RN356) est mise en service en 1989 pour la partie au Nord. Elle double les Grands Boulevards qui n'avaient plus de réserve de capacité en raison de son utilisation par le tracé du Mongy. En 1999, la VRU est étendue au sud, ce qui la relie à l'A1 et à l'A25, ce qui lui confère sa véritable importance. Ces aménagements ont permis au Boulevard Périphérique existant sous-capacitaire d'être transformé en avenue plus classique, par la suppression des étroits autoponts devenus inutiles.

## Parcours
Le réseau ne forme pas un unique anneau puisqu'il est doublé dans sa partie Est. Nous avons donc deux périphériques : un grand contournement de Lille sur 39,6 km de long, et un plus petit (longeant le centre-ville et le quartier d'affaires d'Euralille) sur 32,6 km de long. Les deux possèdent un tronçon commun à l'ouest.

### Tronçon commun

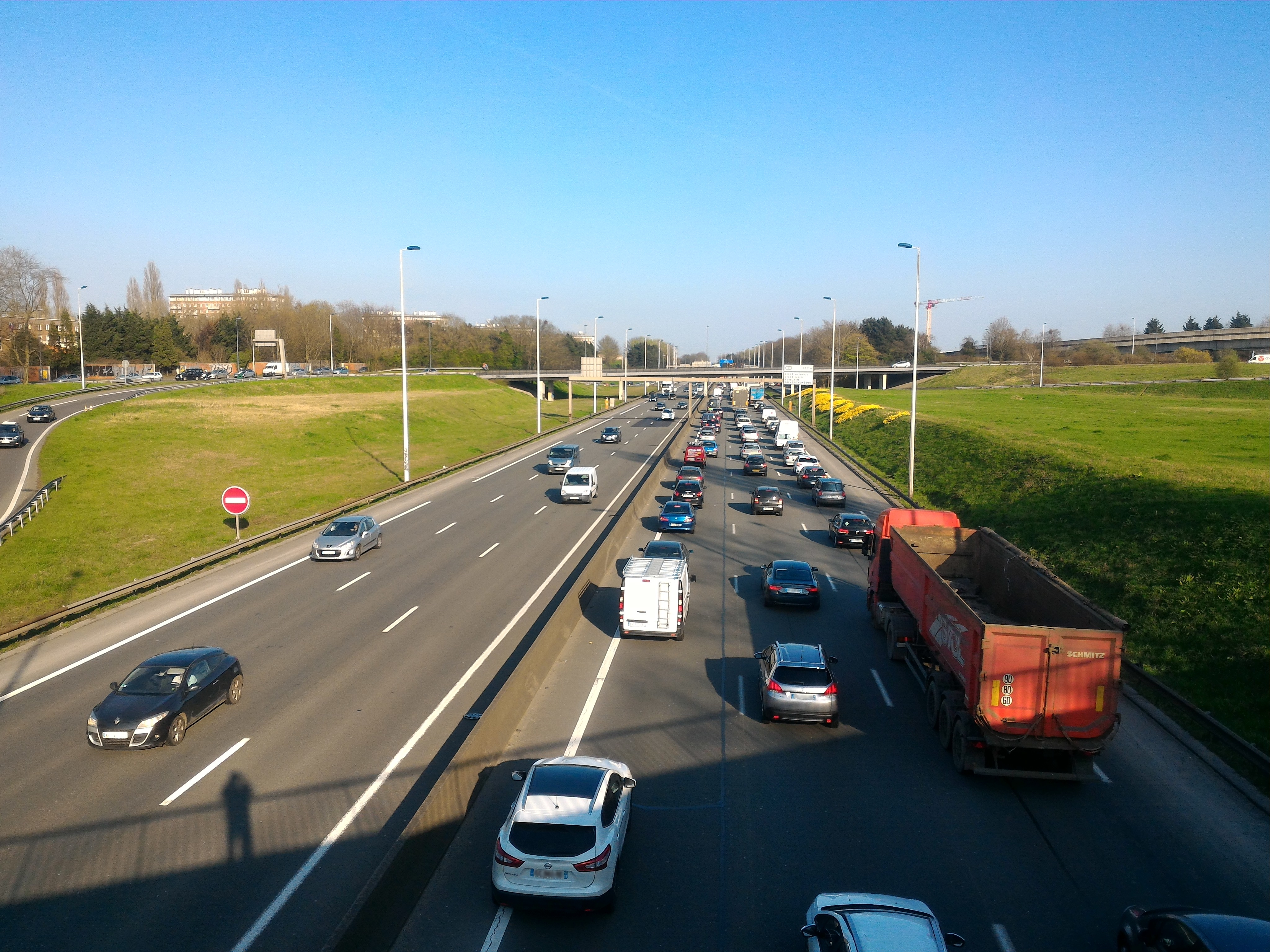
Périphérique au sud-ouest de Lille, sur l'A25, vue vers l'est.

(Parcours dans le sens inverse des aiguilles d'une montre, départ du nord-est)
- Trajet sur la M 656 sur 1,8 km :
  -  7 : Wasquehal, Croix
- Échangeur entre M 656(vers Roubaix et Tourcoing) et M 652(suite du boulevard périphérique)
- Trajet sur la M 652 (ancienne RN 352) sur 14,7 km :
  -  Échangeur entre M 652 (suite du boulevard périphérique) et A22 (vers Courtrai et Gand)
  -  11 : Bondues, Marcq-en-Barœul, La Madeleine, Marquette-lez-Lille
  -  10 : Comines, Quesnoy-sur-Deûle, Wambrechies, Marquette-lez-Lille
  -  9 : Marquette-lez-Lille, Wambrechies, Saint-André-lez-Lille
  -  8 : Saint-André-lez-Lille, Verlinghem
  -  7 : Lambersart, Verlinghem
  -  6 : Lompret, Pérenchies, Houplines, Lomme-Mitterie
  -  5 : Lomme-Bourg, Centre commercial de Lomme
  -  4 : Pérenchies, Houplines, Hôpital Saint-Philibert
  -  3 : Capinghem, Lomme-Bourg, Lomme-Délivrance
  -  2 : Sequedin, Englos, Capinghem, Centre commercial Englos-les-Géants
  -  1 : Englos, Centre commercial Englos-les-Géants
- Échangeur entre M 652 , RN 41 (vers La Bassée) et A25 (vers Dunkerque ou suite du boulevard périphérique)
- Trajet sur l'A25 sur 9,4 km :
  -  5 : Lille-Centre, Lille-Vauban, Lambersart, Port de Lille
  -  4 : Lille-Faubourg de Béthune, Loos, Centre hospitalier régional universitaire de Lille
  -  3 : Lille-Wazemmes, Lille-Moulins, Lille-Sud, Ronchin, Faches-Thumesnil, Wattignies (demi-échangeur sens antihoraire)
  -  2 : Lille-Sud, Lille-Moulins, Faches-Thumesnil (demi-échangeur sens horaire)
- Échangeur entre A25, A1 (suite du grand contournement) et RN 356 (suite du petit contournement)

### Petit contournement Est

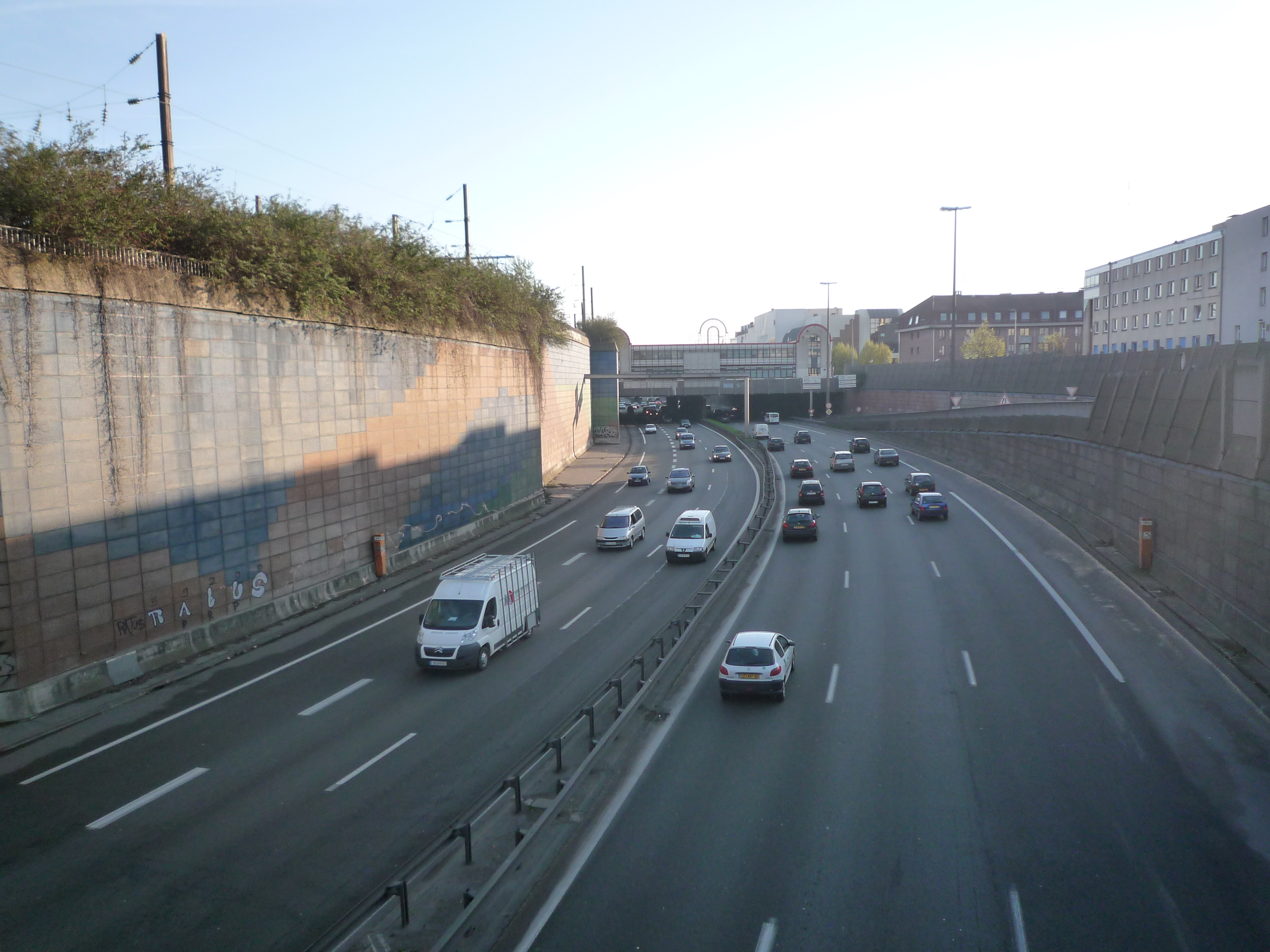
Petit contournement à l'est de Lille, sur la RN 356, vue vers le nord.

Ce petit contournement ouvert en 1998 double un axe à 2 X 2 voies plus proche du centre datant de 1956 (boulevard Paul Painlevé, avenue du Président-Hoover, boulevard Émile Dubuisson) dans le prolongement de l'autoroute A 1. Cet axe de transit comportait cependant des traversées à niveau. Depuis la création de ce contournement la circulation est plus modérée sur ces voies qui sont devenues des « boulevards urbains ».
(Parcours dans le sens inverse des aiguilles d'une montre)
- Échangeur entre RN 356, A25 (périphérique commun ouest) et A1 (grand contournement)
- Trajet sur la RN 356 sur 6,7 km :
  -  1 : Lille-Hellemmes, Lille-Moulins
  -  2 : Lille-Centre, Lille-Hellemmes, Lille-Moulins (demi-échangeur sens horaire)
  -  2 : Lille-Fives, Lille Grand Palais (demi-échangeur sens antihoraire)
  -  RM 651 : La Madeleine, Lille-Saint-Maurice, Euralille, gares de Lille-Flandres et Lille-Europe, accès aux quartiers Vieux-Lille et Vauban (demi-échangeur sens antihoraire)
  -  3a : Euralille, gares de Lille-Flandres et Lille-Europe (demi-échangeur sens horaire)
  -  3b : Lille-Fives, Lille Grand Palais (demi-échangeur sens horaire)
  -  4 : Mons-en-Barœul-Les Sarts (demi-échangeur sens horaire)
  -  5 : Mons-en-Barœul, Lille-Saint-Maurice
  -  Aire de service du Barœul (sens antihoraire)
  -  6 : Marcq-en-Barœul, Villeneuve-d'Ascq-Les Prés (demi-échangeur sens antihoraire)
- Échangeur entre RN 356, A22 (vers Tourcoing et Gand, ou fin du grand contournement) et RM 656 (périphérique commun ouest)

### Grand contournement Est

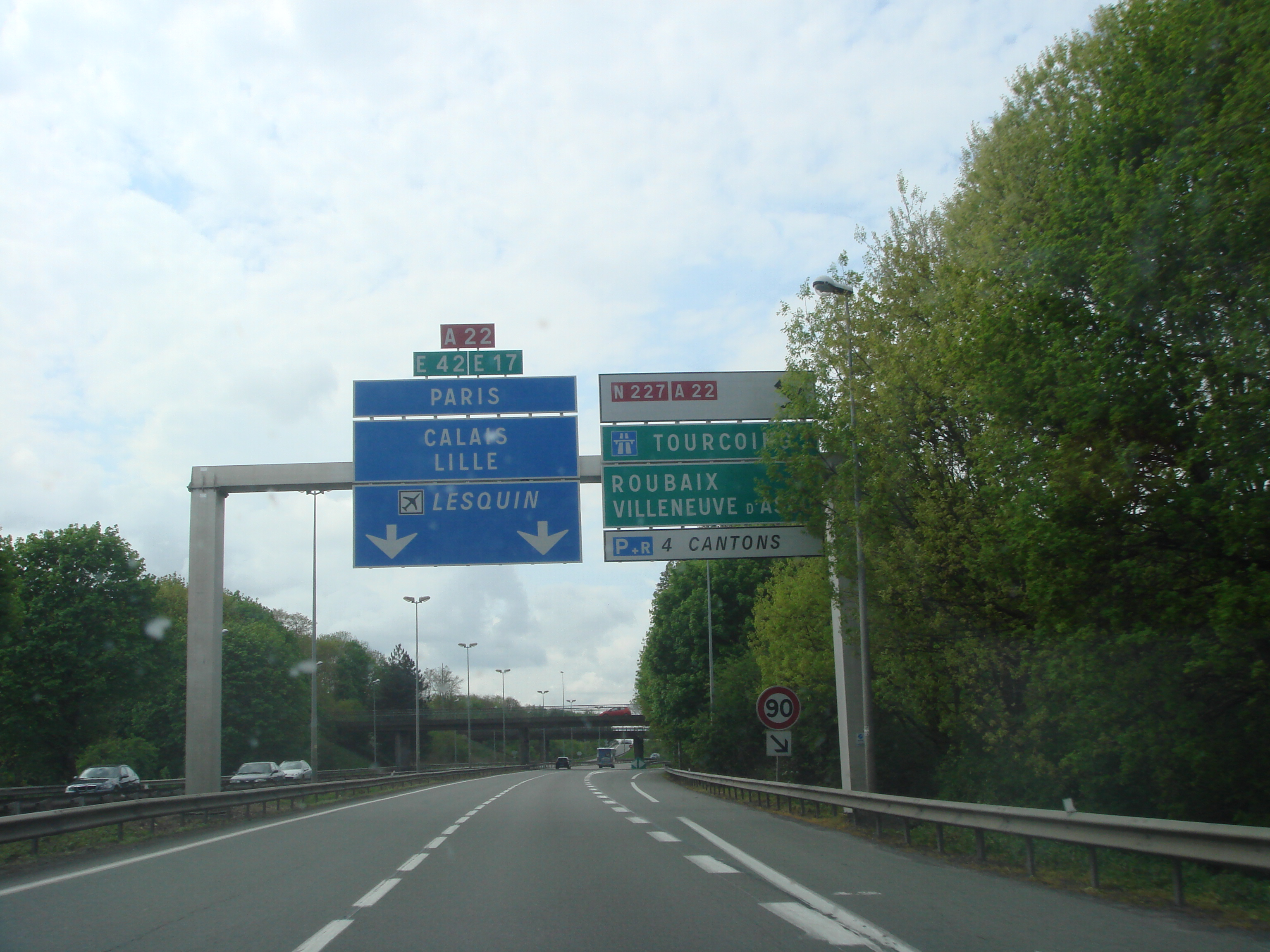
Entrée du périphérique sud-est, sur l'A27 depuis Tournai.

(Parcours dans le sens inverse des aiguilles d'une montre)
- Échangeur entre A1, A25 (périphérique commun ouest) et RN 356 (petit contournement)
- Trajet sur l'A1 sur 2,4 km
- Échangeur entre A1 (vers Arras et Paris) et A27 (suite du boulevard périphérique)
- Trajet sur l'A27 sur 1,8 km
- Échangeur entre A27 (vers Tournai et Bruxelles), A23 (vers Valenciennes) et RN 227 (suite du boulevard périphérique)
- Trajet sur la RN 227 sur 5,8 km : 
  -  2 : Cysoing, Stade Pierre-Mauroy, Cité scientifique de Lille, Quatre Cantons
  -  3 : Villeneuve-d'Ascq-Centre
  -  4 : Villeneuve-d'Ascq-Ouest, Stadium Lille Métropole (demi-échangeur sens antihoraire)
  -  5 : Villeneuve-d'Ascq-Flers-Château, Villeneuve-d'Ascq-Cousinerie, Musée d'art moderne (demi-échangeur sens antihoraire)
  -  6 : Villeneuve-d'Ascq-Ouest, Musée d'art moderne, Stadium Lille Métropole (demi-échangeur sens horaire)
  -  7 : Villeneuve-d'Ascq-Nord, Hem
- Trajet sur l'A22 sur 3,7 km :
  -  8 : Villeneuve-d'Ascq-Nord-Est, Wattrelos, Hem (demi-échangeur sens horaire)
  -  9 : Villeneuve-d'Ascq-Nord, Mons-en-Barœul
  -  10 : Marcq-en-Barœul, La Madeleine
- Échangeur entre A22 (vers Tourcoing et Gand), RN 356 (fin du petit contournement) et M 656 (périphérique commun ouest)

## Trafic
Selon l'INRIX, le boulevard périphérique de Lille est le troisième le plus embouteillé de France et le 30e d'Europe,.
Depuis le 13 juillet 2011, la vitesse maximale autorisée de la totalité des routes du boulevard périphérique de Lille passe à 90 km/h afin d'augmenter le nombre de véhicules sur la route en réduisant les écarts entre les véhicules. En février 2019, pour répondre à des pétitions, la vitesse du périphérique à proximité immédiate de Lille passe de l'ancienne vitesse à 90 km/h à la nouvelle vitesse maximale de 70 km/h.
En 2009, un péage urbain avait été également envisagé par Bruno Bonduelle.